# ニューヨーク州立大学オールバニ校
座標: 北緯42度41分10秒 西経73度49分26秒 / 北緯42.686193度 西経73.823884度
ニューヨーク州立大学オールバニ校（ニューヨークしゅうりつだいがくオールバニこう、英称：University at Albany, The State University of New York、略称：オールバニ大学 (University at Albany: UAlbany)）は、アメリカ合衆国のニューヨーク州の州都、オールバニに位置するアメリカ合衆国の州立大学。
ニューヨーク州立大学システムの4つの本校（中心校）のうちの一つである。（他：ビンガムトン校、ストーニブルック校、バッファロー校）

## 概要
三つのキャンパスが存在し、メインキャンパス、ダウンタウンキャンパス、イーストキャンパスがある。
ジョージ・パタキニューヨーク州知事時代にナノテクノロジー関連の集中投資が行われ、ニューヨーク州立大学オールバニ校を中心にナノテクノロジーの研究に特化した研究機関であるCollege of Nanoscale Science and Engineering (CNSE)が設立され、数々のベンチャー企業が設立され、東京エレクトロン等、各国の企業が研究開発拠点を構え、ナノテクノロジーの一大研究開発拠点であるテック バレーが設立された。

## ランキング
- THE世界大学ランキング : 501-600位(2025年)[6]
- QS世界大学ランキング : 851-900位（2025年)[7]
- 世界大学学術ランキング : 701-800位(2024年)[8]

## 大学関係者
主要記事：w:List of University at Albany people

### 教員
- 金子元久 - 教育学者
- リチャード・スターンズ - 計算機科学者
- バーナード・ヴォネガット - 気象学者
- ポール・ピンズラー - 応用言語学者
- ロナルド・ボスコ - 文学者

### 出身者
- 古市幸雄 - 実業家
- 遊佐安一郎 - 臨床心理学者
- アブドゥルラフマン・モハムード・ファロレ - プントランド・ソマリア国元大統領
- ハーヴェイ・ミルク - 政治家
- マイケル・マスタンドゥーノ - 国際政治学者
- ジョン・ガネル - 政治学者
- ガーハード・ワインバーグ - 歴史学者
- ハロルド・グールド - 俳優
- ブーマー・ウェルズ - 元プロ野球選手